# Emack & Bolio's
Emack & Bolio's（エマック・アンド・ボリオズ）は、アメリカ合衆国マサチューセッツ州ボストンに本拠を置くアイスクリーム店チェーンである。

## 歴史
このチェーンは、弁護士で自称ヒッピーのロバート・ルークによって設立された。彼はホームレス、ベトナム戦争抗議者、公民権および同性愛者の権利擁護者、そしてエアロスミス、U2、ボストン、ザ・カーズ、ジェームス・ブラウンなど数多くのロックバンドと密接に協力してきた。Emack & Bolio'sは、ベン&ジェリーズがヒッピーアイスクリーム店のコンセプトを採用する3年前の1975年に設立された。現在、マサチューセッツ州の店舗以外にも、ニューヨーク、フロリダ、ニュージャージー、イリノイなど他の州にも数店舗存在する。
最初の海外店舗は、2014年にタイのバンコクとアラブ首長国連邦のアブダビにオープンした。2015年には中国の西安と香港に1店舗オープンした。2017年までに、6つの異なるアジア諸国に店舗があった。

## 名前
この店は、ロバート・ルークがプロボノを行ったホームレスの男性2人にちなんで名付けられた。彼らは、アイスクリーム店に自分たちの名前をつけてほしいと頼んだ。エマックとボリオは、最初の店のマスコットのような存在であった。
コンピュータープログラマに人気のテキスト編集ソフトウェアであるEmacsと、テキストフォーマットプログラムであるBOLIOは、MIT近くの店から徒歩圏内で開発されたことが知られている。GNU Emacsプロジェクトによる説明では、関連性は示されていない。